# カズ・カタヤマ
カズ・カタヤマは、日本のマジシャン。京都生まれ。

## 経歴
京都精華大学デザイン学科マンガ科卒
幼少の頃よりマジックに興味を持ち、学生時代より各地で活躍。
1988年上京しプロデビュー。リゾートホテルのディナーショー等全国各地で腕を磨いた後、マジックコンテストに進出。
テクニックを駆使するスライハンドマジックで、数々の賞を受賞。1992年国内最大のマジックコンベンション『第一回国際マジックシンポジウム』で総合優勝。アメリカ、アジア各国での海外ゲスト出演も果たす。
美しい音楽に合わせた流れるようなステージングと、パワフルでハイテンポなマジックを演ずる一方で、コミカルなトークマジック、クロースアップ・マジック、似顔絵マジック等の新作マジックも開発。
1994年にはマジック界の直木賞といわれる『第七回厚川昌男賞』も受賞。
2012年4月より、BS11の番組「マジックチャンネル」でホストマジシャンを務める。
イラストレーターとしても活動しているが、締め切りに追われることが多いともいわれる。

## 受賞歴
- 1988年　●読売国際漫画大賞入選　●『ヤング・クロースアップ・マジックページェント』優勝
- 1991年　●『第1回なにわのマジックコンベンション』第1位
- 1992年　●『国際マジックシンポジウム』グランプリ受賞
- 1993年　●『SAMマジックオブザイヤー』国内ベストマジシャン
- 1994年　●ドイツ『マジックハンズコンテスト』入賞　●『第7回厚川昌男賞』受賞
- 1995年　●（社）日本奇術協会『奇術の日コンテスト』優勝
- 1997年　●『第5回なにわのマジックコンベンション』第1位
- 2007年　●（社）日本奇術協会ベストマジックフェスティバル最優秀賞
- 2011年　●（社）日本奇術協会　天洋賞受賞

## 著作
- 『図解 マジックテクニック入門』　東京堂出版 、2003年。
- 『図解 ステージマジック入門』　東京堂出版、2004年。
- 『華麗に決める本格マジック』　ナツメ社、2005年。
- 『図解 マジックパフォーマンス入門』　東京堂出版、2006年。
- 『ゆうきとものクロースアップ・マジック』　東京堂出版、2007年。
- 『カズ・カタヤマのシルクマジック大全』　東京堂出版、2011年。
- 『みんなで盛り上がる飲み会マジック』　東京堂出版、2011年。
- 『ヒロ・サカイ マジック・コレクション』　東京堂出版、2020年。